# On a Mission (álbum)
On a Mission é o álbum de estréia da cantora britânica Katy B. O álbum foi lançado em 01 de abril de 2011, pela Columbia Records e no EUA em 13 de setembro.  Katy trabalhou com os produtores e escritores DJ Zinc, Benga e Geeneus. Katy foi a gravação de músicas para o álbum desde junho de 2007 e de gravação continuou por três anos até dezembro de 2010. O álbum foi fortemente influenciado pelas experiências de vida do cantor e sua jornada no mundo da música.
O álbum teve um total de cinco singles lançados entre 2010 e 2011. Os dois primeiros singles do álbum, "Katy on a Mission" e "Lights On" foi lançado em 22 de agosto e 10 de dezembro de 2010 e atingiu seu pico no Reino Unido na posição cinco primeiros, alcançando o número cinco e quatro, respectivamente, sobre o UK Singles Chart. O terceiro single, "Broken Record" foi lançado para o sucesso comercial no Reino Unido, atingindo um máximo de número oito nas paradas. Os dois últimos singles do álbum "Easy Please Me" e "Witches Brew" não conseguiu imitar o sucesso dos dois primeiros singles do álbum, chegando ao número 25 e 128 nas paradas.

## Singles
- "Katy on a Mission" foi lançado como single do álbum de chumbo em 22 de agosto de 2010 até Rinse FM, onde estreou no UK Singles Chart no número 5; também gestão para o topo da tabela de dança e gráfico lançamentos independentes.
- "Perfect Stranger" um single de colaboração entre a Katy e trio Magnetic Man também viram a liberação, tendo sido lançado pela Columbia Records em 1 de Outubro de 2010;. onde ele estreou no Reino Unido, no número 16 Apesar de aparecer em On a Mission (em uma edição mais curta), o single serviu como o segundo single para o álbum Magnetic Man.
- "Lights On" (feat. Ms. Dynamite) foi lançado como segundo single do álbum em 10 de Dezembro de 2010, através Rinse FM e Columbia Records, onde ele estreou no Reino Unido, no número 4. A única vocais características da British MC Ms dinamite.
- "Broken Record" foi lançado como terceiro single do álbum, em 25 de março de 2011.[2] Ele traçou no UK Singles Chart no número 8 do 3 de abril de 2011.
- "Easy Please Me" foi lançado como o quarto single em 3 de Junho de 2011.[3] Ele chegou ao número 25 no UK Singles Chart.
- "Witches' Brew" "foi lançado como o quinto single em 28 de agosto de 2011. Katy se confirmou via Twitter que ela estava filmando um vídeo para a faixa. O clipe estreou no Vevo em 3 de Agosto de 2011.

## Faixas
| Edição padrão |                                        |                                   |                |         |  |
| N.º           | Título                                 | Compositor(es)                    | Produtor(es)   | Duração |  |
| 1.            | "Power on Me"                          | Katy B & Geeneus                  | Geeneus        | 4:21    |  |
| 2.            | "Katy on a Mission"                    | Katy B, Benga & Geeneus           | Benga          | 4:11    |  |
| 3.            | "Why You Always Here"                  | Katy B & Geeneus                  | Geeneus        | 5:33    |  |
| 4.            | "Witches' Brew"                        | Katy B, Zinc, Geeneus & Sam Frank | Zinc           | 3:20    |  |
| 5.            | "Movement"                             | Katy B & Zinc                     | Zinc           | 2:41    |  |
| 6.            | "Go Away"                              | Katy B, Geeneus & Magnetic Man    | Geeneus        | 3:35    |  |
| 7.            | "Disappear"                            | Katy B & Geeneus                  | Geeneus        | 3:38    |  |
| 8.            | "Broken Record"                        | Katy B, Geeneus & Zinc            | Geeneus & Zinc | 3:19    |  |
| 9.            | "Lights On" (featuring Ms. Dynamite)   | Katy B, Geeneus & Ms. Dynamite    | Geeneus        | 3:28    |  |
| 10.           | "Easy Please Me"                       | Katy B & Magnetic Man             | Magnetic Man   | 3:56    |  |
| 11.           | "Perfect Stranger" (with Magnetic Man) | Katy B & Magnetic Man             | Magnetic Man   | 3:13    |  |
| 12.           | "Hard to Get"                          | Katy B, Geeneus & Zinc            | Geeneus & Zinc | 6:53    |  |
| 13.           | "Water" (Bonus hidden track)           | Katy B & Geeneus                  | Geeneus        | 3:14    |  |

| Faixa bônus iTunes |                                   |                |         |  |
| N.º                | Título                            | Compositor(es) | Duração |  |
| 14.                | "Something New"                   | Katy B         | 3:32    |  |
| 15.                | "Katy on a Mission" (music video) | Benga          | 3:15    |  |